# ۱۳۳۴ (خورشیدی)
۱۳۳۴ هزار و سیصد و سی و چهارمین سال هجری خورشیدی سالی عادی است.

## رویدادها
- حوزه علمیه آیت‌الله مجتهدی که یکی از بزرگ‌ترین و مهم‌ترین حوزه‌های علمیه تهران است؛ توسط احمد مجتهدی تهرانی به پیشنهاد برخی از علما و با کمک تجار و مردم در خیابان ۱۵ خرداد شرقی، کوچه شهید مرتضی کیانی، کوچه مسجد آقا تأسیس شد.[۱]
- شرکت زمزم اولین تولیدکننده نوشابه گازدار ایران تأسیس شد.

## زادروزها
- ۱۰ فروردین - شهلا شرکت، روزنامه‌نگار فمینیست ایرانی و مدیر مسئول ماهنامه زنان
- ۱۲ فروردین - محمدابراهیم همت، سرداران سپاه پاسداران انقلاب اسلامی و فرمانده لشکر ۲۷ محمد رسول‌الله در جنگ ایران و عراق
- ۲۳ فروردین - داریوش پیرنیاکان، آهنگساز و موسیقیدان
- ۲۴ اردیبهشت - پرویز مشکاتیان، آهنگساز، موسیقیدان و نوازنده سنتور (درگذشت ۱۳۸۸)
- ۳۱ خرداد - هنگامه اخوان، خواننده موسیقی سنتی
- ۱ مرداد - خسرو معصومی، کارگردان و نویسنده سینما
- ۹ مرداد - بیوک میرزایی، بازیگر
- ۹ مرداد - فرید زلاند، آهنگ‌ساز افغان
- ۱ مهر - کاوه گوهرین، نویسنده، شاعر و پژوهشگر
- ۲ مهر - سیف‌الله داد، تهیه‌کننده، فیلم‌نامه‌نویس و کارگردان
- ۱۷ مهر - محمود حجتی، سیاستمدار اصلاح طلب
- ۱ آذر - حمید باکری ، از فرماندهان سپاه پاسداران در جنگ ایران و عراق
- ۳ دی - حمید لولایی، بازیگر
- ۲۵ دی - علی‌اکبر شیرودی، از خلبانان هوانیروز ایران در جنگ با عراق
- ۲۷ دی - محمدرضا حیاتی، گویندهٔ خبر ایرانی است.[۲] او برخی از مهم‌ترین اخبار ایران، مانند خبر درگذشت سید روح‌الله خمینی را گزارش کرده‌است.
- ۱۴ اسفند - روح‌الله حسینیان، روحانی، قاضی و از مقامات اطلاعاتی و سیاسی ایران
- ۲۱ اسفند - حمید علیدوستی، بازیکن و مربی فوتبال
- ۲۵ اسفند - حسن باقری، از فرماندهان ایران در جنگ ایران و عراق
- شمسی اشتری، با نام هنری نلی، خواننده
- محمود گودرزی، کشتی‌گیر سابق و دومین وزیر ورزش و جوانان ایران
- برزو مهبودی، نماینده دوره دوم مجلس شورای اسلامی
- مهوش افشاری، دوبلور
- سید مجتبی عرفانی، نماینده مجلس شورای اسلامی

## درگذشت‌ها
- ۲۸ تیر - احمد قوام، سیاستمدار ایرانی در دوره قاجار و پهلوی
- ۱۲ شهریور - سید حسین طاهرزاده، خواننده موسیقی
- ۲۱ بهمن - عباس اقبال آشتیانی، نویسنده، تاریخ‌نگار و استاد دانشگاه
- ۲۷ دی - نواب صفوی، طلبه و بنیانگذار گروه فدائیان اسلام در ایران
- ۷ اسفند - علی‌اکبر دهخدا، نویسنده، پژوهشگر و گردآورندهٔ لغت‌نامه دهخدا
- مهدیقلی هدایت، ملقب به مخبرالسلطنه نخست‌وزیر دوره رضا شاه پهلوی
- میرزا آقا امامی، نگارگر و نقاش ایرانی.